# دانا جي. ميد
دانا جي. ميد (بالإنجليزية: Dana G. Mead) هو كاتب أمريكي، ولد في 1936 في كريسكو في الولايات المتحدة، وتوفي في 31 أكتوبر 2018.

## وصلات خارجية
- دانا جي. ميد على موقع إن إن دي بي (الإنجليزية)